# Cesare Pagano
Cesare Pagano (Napoli, 22 ottobre 1969) è un camorrista italiano, ex capo degli Scissionisti di Secondigliano.

## Biografia
Fino al suo arresto nel luglio 2010, è stato nella "lista dei più ricercati d'Italia" del Ministero degli Interni già da marzo 2009, per associazione camorristica, traffico internazionale di stupefacenti e altri reati.
Pagano è uno dei leader e fondatori del cartello 'scissionista' di Secondigliano assieme a suo cognato Raffaele Amato. Il clan Amato-Pagano ha iniziato una guerra, nota come la faida di Scampia, con il clan Di Lauro per assumere il controllo della principale piazza di spaccio di droga di Napoli che ha provocato la morte di circa 70 persone tra il 2004 e il 2005.
L'8 luglio 2010, Pagano e altri due uomini - tra cui il nipote latitante Carmine Pagano - sono stati arrestati in una villa sulla spiaggia di Licola, vicino alla città di Pozzuoli, sul litorale nord della città. Non hanno opposto alcuna resistenza, dopo che la Polizia ha circondato la casa dove si erano nascosti e sparato colpi di avvertimento.
Il 16 febbraio 2016, davanti alla IV Sezione della Corte di Assise d'Appello di Napoli presieduta dal giudice Domenico Zeuli, si dissocia dal suo passato e dalla camorra, confessando di essere il mandante dell'omicidio di Salvatore Dell'Oioio e di Carmine Amoruso, avvenuti nel 2005: la dissociazione avviene mentre è in video-conferenza dal carcere di Ascoli Piceno.